# Burdunellus

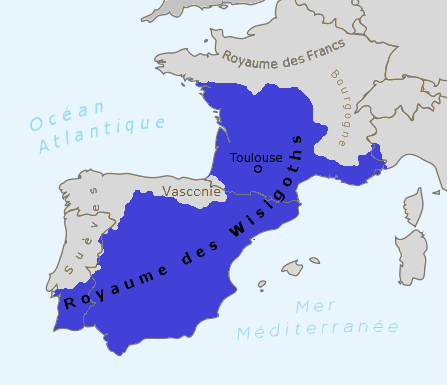
Le royaume des Wisigoths sous le règne du roi Alaric II (484-507).

Burdunellus, mort à Toulouse en 497, est un Hispano-Romain qui prend, à la fin du Ve siècle, la tête d'une révolte contre les Wisigoths du royaume de Toulouse. Il est parfois qualifié d'« usurpateur romain ».

## Biographie
D'obscure origine, son (sur)nom, Burdunellus signifierait « petit mulet ». En 496, il se révolte en Tarraconaise contre la domination wisigothique et, selon la chronique de Saragosse, devient un « tyran » en Hispanie. Sa rébellion ne serait pas sans rapport avec le début de l'implantation des Wisigoths dans la vallée de l'Èbre, implantation organisée par le roi Alaric II.
L'année suivante, abandonné et même trahi par ses soutiens, Burdunellus est capturé et livré aux Wisigoths qui l'amènent à Toulouse, leur capitale. Condamné à mort par le roi Alaric II, il aurait été brûlé vif dans un taureau de bronze en plein cirque, peut-être dans l'amphithéâtre romain de Purpan-Ancely.